# Hawaii, Oslo
Pour plus de détails, voir Fiche technique et Distribution.
Hawaii, Oslo est un film norvégien réalisé par Erik Poppe, sorti en 2004.

## Fiche technique
- Titre français : Hawaii, Oslo
- Réalisation : Erik Poppe
- Scénario : Harald Rosenløw-Eeg
- Pays d'origine : Norvège
- Format : Couleurs - 35 mm - 1,85:1 - Dolby
- Genre : drame
- Date de sortie : 2004

## Distribution
- Trond Espen Seim : Vidar
- Jan Gunnar Røise : Leon
- Evy Kasseth Røsten : Åsa
- Stig Henrik Hoff : Frode
- Silje Torp : Milla
- Petronella Barker : Bobbie
- Robert Skjærstad : Viggo
- Benjamin Lønne Røsler : Mikkel
- Ferdinand Falsen Hiis : Magne
- Judith Darko : Tina
- Aksel Hennie : Trygve
- Morten Faldaas : John
- Kjersti Elvik : Dorthe
- Jon Erling Wevling : Mads
- Stein Grønli : Overlege Krogh

## Récompenses
- 2005 : Amandaprisen du meilleur film.